# Advent, Advent, ein Lichtlein brennt
Advent, Advent, ein Lichtlein brennt ist ein bekannter Kinderreim für die Adventszeit.
Die Entstehungszeit des Verses ist nicht bekannt. Sein Text wurde mündlich überliefert. Seit mindestens der zweiten Hälfte der 1960er Jahre ist er in gedruckter Form nachweisbar. Das Gedicht wird auch auf verschiedene Melodien als Adventslied gesungen.

## Inhalt

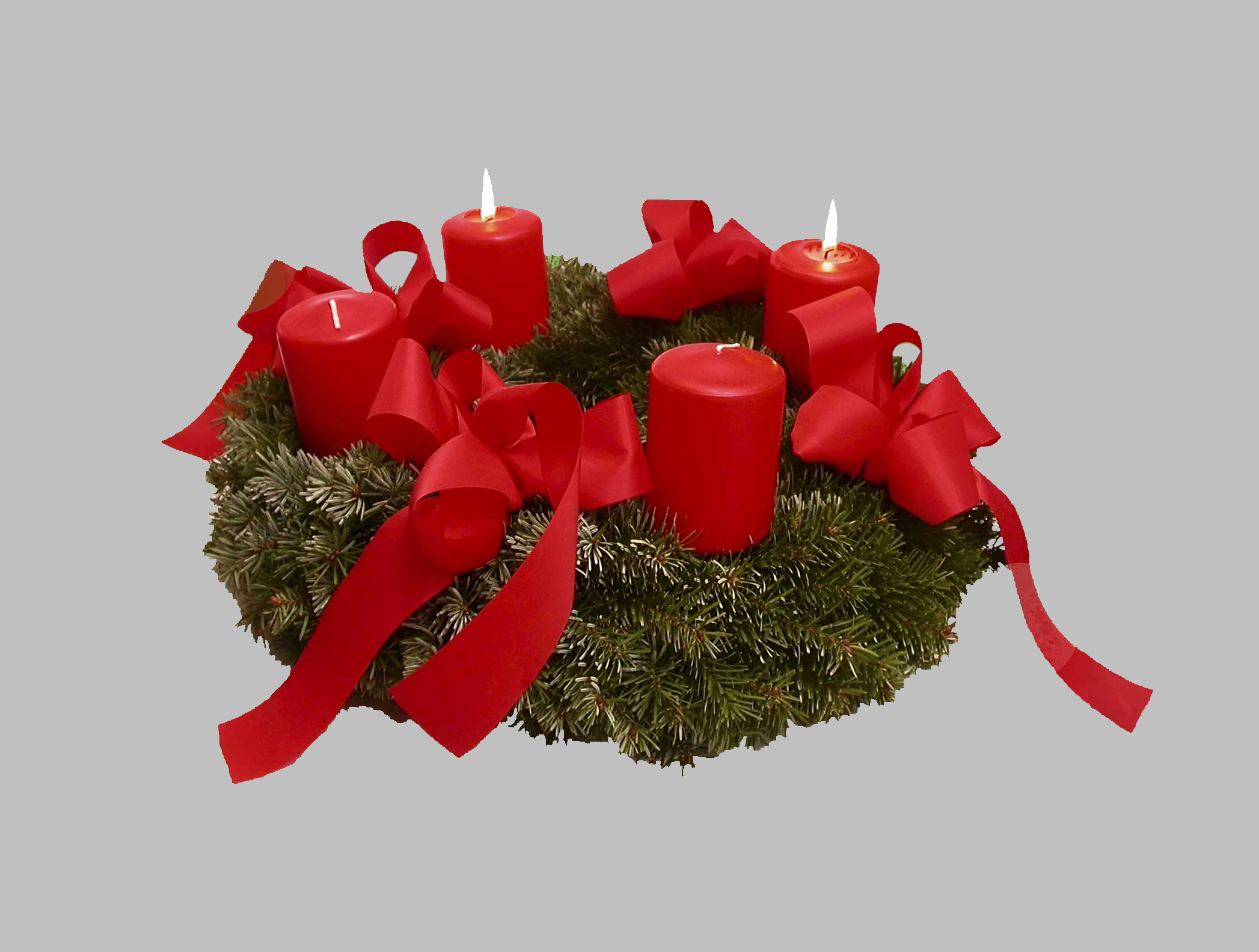
Adventskranz, zwei von vier Kerzen sind entzündet

Das Gedicht handelt von der Adventszeit. Der Inhalt spielt auf die Tradition an, an den vier Adventssonntagen jeweils eine Kerze mehr am Adventskranz anzuzünden, um so das Nahen des Weihnachtsfestes durch die zunehmende Helligkeit anzukündigen.

## Rezeption
Das Gedicht wird in Kindergärten und Grundschulen aufgesagt oder gesungen. Nach Meinung der Volkskundlerin Ingeborg Weber-Kellermann sind es die Verse, „die jedes Kindergartenkind als erstes lernt“.
Zu dem Gedicht gibt es mehrere Parodien.
Wegen des hohen Wiedererkennungswerts sind Varianten des Verses beispielsweise in der Presse weit verbreitet. Auch politische Varianten mit wahlweise ausländerfeindlichem oder antinazistischem Inhalt sind zu finden.

## Text
Advent, Advent,

ein Lichtlein brennt.

Erst eins, dann zwei,

dann drei, dann vier,

dann steht das Christkind vor der Tür.
Ältere Kinder ergänzen:
Und wenn das fünfte Lichtlein brennt,

dann hast du Weihnachten verpennt!

## Verwandte Werke
Der deutsche Komponist Hans Poser hat ein gleichnamiges Stück publiziert, das einen anderen Text als die mündliche Überlieferung hat.